# Nanga (langue)
Pour les articles homonymes, voir Nanga.
Le nanga (aussi appelé naŋa tegu) est une langue dogon parlée au Mali et qui n'est connue que par une seule attestation datant de 1953.
Le linguiste Roger Blench (en) indique que son parent le plus proche est le bankan Tey Dogon, « avec lequel il partage à la fois le lexique et la caractéristique selon laquelle de nombreux noms ont une terminaison en -m », selon Blench. J. Lee Hochstetler pense qu'il pourrait s'agir de la même langue.
Il pourrait être proche du yanda dom (selon Roger Blench) ou du jamsai (en) (selon J. Lee Hochstetler),,,.